# Odette Richard
Pour les articles homonymes, voir Richard.
Odette Petra-Lee Richard (née le 18 juillet 1988 à Johannesbourg et morte en décembre 2020) est une gymnaste rythmique sud-africaine.

## Carrière
Odette Richard fait ses débuts internationaux aux Championnats d'Afrique de gymnastique rythmique 2000 à Tunis.
Elle est médaillée d'or au concours général individuel junior aux Championnats d'Afrique de gymnastique rythmique 2002 à Alger.
Aux Jeux de la Jeunesse du Commonwealth de 2004 à Bendigo, elle est médaillée d'argent du concours par équipes et aux massues ainsi que médaillée de bronze à la corde (gymnastique).
Elle obtient la médaille d'argent au concours général individuel et la médaille d'or au ballon, aux massues et au ruban lors des Championnats d'Afrique de gymnastique rythmique 2004.  
Lors des Jeux olympiques d'été de 2008, elle termine à la vingt-troisième et avant-dernière place lors des qualifications,.